# Exosphaeroma falcatum
Exosphaeroma falcatum är en kräftdjursart som beskrevs av Tattersall 1921. Exosphaeroma falcatum ingår i släktet Exosphaeroma och familjen klotkräftor.
Artens utbredningsområde är havet kring Nya Zeeland. Inga underarter finns listade i Catalogue of Life.